# HD 100673
HD 100673，又名CP-53 4637，SAO 239189、HR 4460，是一颗恒星，视星等为4.62，位于銀經291.79，銀緯6.94，其B1900.0坐标为赤經11h 30m 1s，赤緯-53° 6.94′ 42″。